# Герб Шологонского наслега (Горный улус)
Герб муниципального образования сельское поселение «Шологонский наслег» Горного улуса Республики Саха (Якутия) Российской Федерации.
Герб утверждён Решением Шологонского наслежного Совета депутатов № 97 от 27 октября 2010 года.
Герб внесён в Государственный геральдический регистр Российской Федерации под регистрационным номером 6599.

## Описание герба
«В зелёном поле золотой безант, обременённый червлёной фигурой в виде нитевидного креста, плечи которого трижды гаммированы по ходу солнца и между первым и вторым изломом согнуты сообразно краю безанта; внутри изгиба каждого из плеч малый червлёный шар, а поверх перекрестья фигуры большой червлёный шар; фигура окружена кольцом, составленным из направленных к краям щита малых зелёных стропил, внутри каждого из которых — малый зелёный треугольник».